# Carmen Balboa López
Carmen Balboa López, nacida en Malpica de Bergantiños en 1915 y fallecida en la La Coruña el 20 de abril de 1998, fue una maestra gallega. 

## Trayectoria

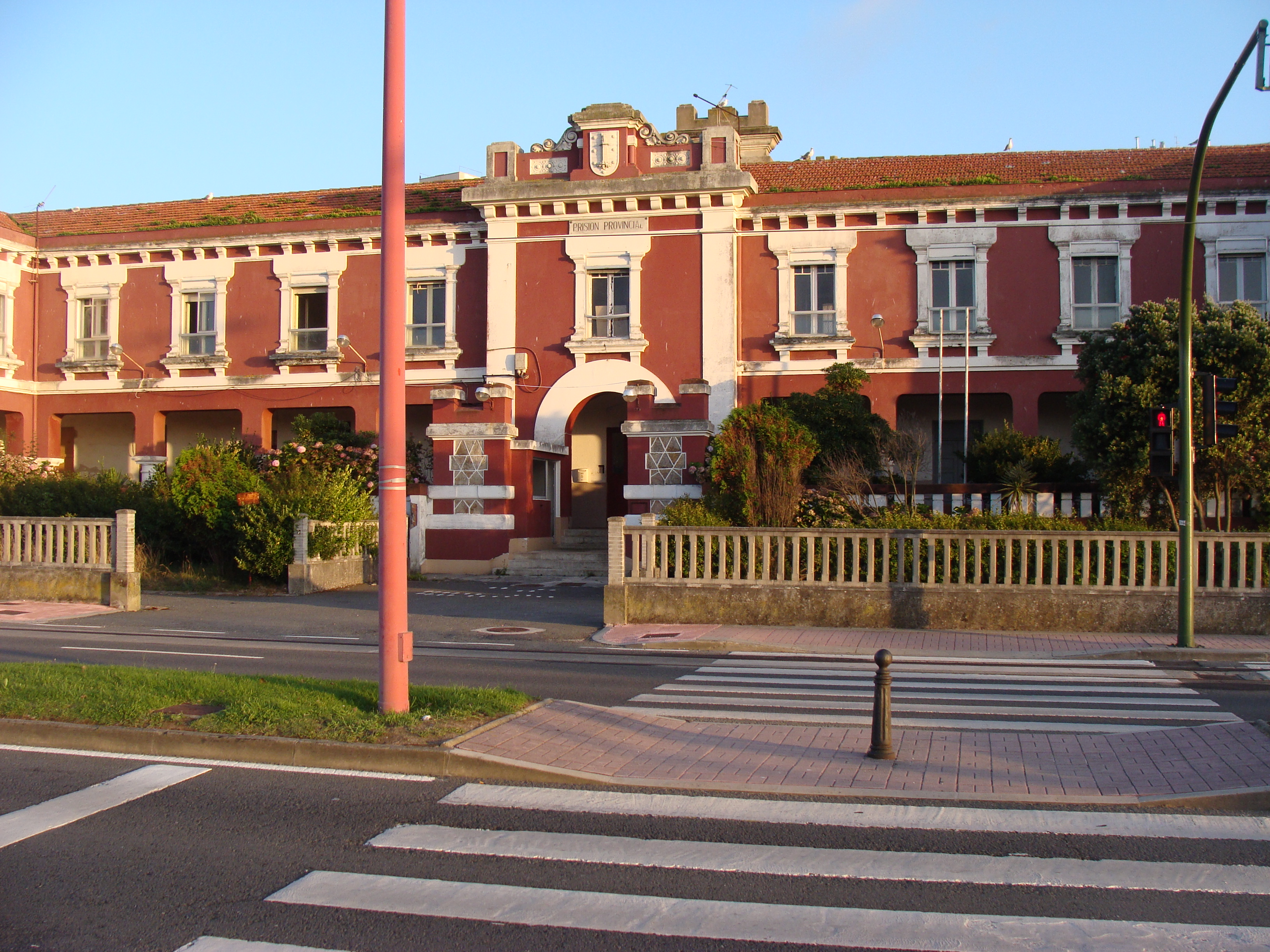
Prisión provincial

Hermana menor de Benjamín Balboa López. Fue maestra nacional. Vivía en Santiago de Compostela. Conoció a Manuel Ponte Pedreira en 1945 cuando fue detenido su hermano Jesús Balboa. Puesto Jesús en libertad condicional, y ante el temor a ser nuevamente detenido, huyó al monte. Para ayudar a su hermano, Carmen se convirtió en enlace de la guerrilla, creando con Isabel Ríos una red de apoyos. Cuando cayó María Pérez, la mujer de Foucellas, el 13 de marzo de 1946, Carmen fue detenida. Ingresó en la Prisión Provincial de La Coruña el 17 de abril de 1946 y fue procesada en la Causa 159/46. Pasó dos años en las prisiones de La Coruña y País Vasco. El 25 de noviembre de 1947 salió en libertad condicional y se instaló en Santiago, inhabilitada cómo maestra. Volvió a ejercer cómo maestra en Bamiro de 1961 a 1973 y después en el Colegio Labarta Pose de Bayo de 1973 a 1980.

## Vida personal
Se casó con el político Roberto Veloso Gómez en 1962.